# Hvidstribet ridderstjerne
Hvidstribet Ridderstjerne (Hippeastrum vittatum) er en flerårig, urteagtig plante med en vifteformet vækst. Blomstringen foregår i det tidlige forår og udløses af vinterens tørke.

## Beskrivelse
Bladene er båndformede og helrandede med afrundet spids. Begge bladsider er mørkegrønne med tydelige, parallelle bladribber. Blomstringen foregår i det tidlige forår og udløses af vinterens tørke. Når bladene er visnet ned, dannes blomsteranlægget, og den kraftige stængel skyder til vejrs samtidig med, at der dannes nye blade. Blomsterne sidder 2-6 sammen for enden af blomsterstænglen. De er 3-tallige og regelmæssige med hvide blosterblade, der hver har en rød stribe langs midten. Frugterne er runde, kødede kapsler med store, sorte frø.
Rodsystemet består af et stort, rundt løg med en rodskive og talrige, grove rødder.
Højde x bredde: Bladviften er 0,50 x 0,50 m, mens blomsterstænglen kan nå op i 1,00 m højde.

## Hjemsted
Arten er udbredt fra provinsen Misiones i Argentina over de tre sydligste provinser i Brasilien til Peru. Arten er knyttet til den Uruguayiske savanne (spansk og portugisisk: Campos), hvor vinteren er tør. Her findes den i steppelignende plantesamfund sammen med talrige græsarter, bl.a. Andropogon lateralis

## Anvendelse
Arten har været én af forældrene til de mange Ridderstjerne-hybrider, der er i handlen. Det er ved hjælp af den, at man har fremavlet stribede kultivarer. Af og til kan man også finde planter af selve arten som stueplanter.
| Portal | Portal:Botanik |

## Note
1. ↑  www.worldwildlife.org: WWF: Uruguayan savanna (engelsk)

## Eksterne links
- florademisiones.blogspot: Flora de Misiones med gode fotografier (spansk)